# ニコ・ハマライネン
ニコ・ハマライネン（Niko Hämäläinen 、1997年3月5日 - ）は、アメリカ合衆国出身のフィンランド代表プロサッカー選手。ポジションはDF。

## 経歴

### クラブ
FCダラスのアカデミーを経て、2014年9月18日にクイーンズ・パーク・レンジャーズFCと契約を結んだ。
2015年8月、期限付き移籍先のダゲナム・アンド・レッドブリッジFCでプロデビュー。
期限付き移籍から復帰後の2016年10月、EFLチャンピオンシップのフラムFC戦でQPR加入後初出場を果たした。

### 代表
アメリカで生まれ育ったが、父親がフィンランド人のため、ユース年代から一貫してフィンランド代表でプレーしている。
2019年1月11日、ドーハで開催されたエストニア代表とのフレンドリーマッチでフル代表デビュー。
2019年8月に一度U-23アメリカ合衆国代表に召集されたが、翌2020年9月にフィンランド代表としてUEFAネーションズリーグの試合に出場したため、アメリカ合衆国代表でプレーする可能性は消滅した。

## 人物
父親はフィンランド人の元サッカー選手、母親はアフリカ系アメリカ人である。